# راي أش
راي أش هو لاعب كرة قدم كندية كندي، ولد في 11 نوفمبر 1936 في تيمينز في كندا، وتوفي في 24 مايو 2016 في وينيبيغ في كندا.

## وصلات خارجية
- راي أش على موقع JustSportsStats.com (الإنجليزية)